# Alicia Hermida
Alicia Pérez Herranz, coneguda artísticament com a Alicia Hermida (Madrid, 26 de setembre de 1932 - Villanueva de la Cañada, 9 de febrer de 2022) fou una actriu i professora d'interpretació espanyola.

## Biografia
Encara que compta amb una filmografia notable, la labor interpretativa d'Alicia Hermida ha destacat sobretot en teatre, a més d'una prolífica carrera en televisió.

### Teatre
Després de finalitzar els seus estudis de Batxillerat, s'integra en la Companyia de Teatre María Guerrero de Madrid. De la seva primera etapa sobre les taules destaca el paper interpretat en l'obra Plaza de Oriente, de Joaquín Calvo Sotelo, així com Medida por medida (1955), de Shakespeare, La hora de la fantasía (1955), d'Anna Bonacci, El diario de Ana Frank (1957), de Frances Goodrich, La casamentera (1960), de Thornton Wilder, La viuda valenciana, de Lope de Vega, El jardín de los cerezos (1960), d'Anton Txèkhov i La casa de Bernarda Alba (1964), de Federico García Lorca.
En 1981 va recórrer amb La Barraca els mateixos escenaris que van figurar en el seu moment quan la Companyia va ser fundada per Federico García Lorca durant la segona república. Posteriorment, passaria a anomenar-se Escola Alicia Hermida, des de la qual l'actriu imparteix classes d'interpretació.
Entre les obres recents en les quals ha participat, figuren Las bragas (1980), de Carl Sternheim, La Dorotea (1983), La gata sobre el tejado de zinc (1995), de Tennessee Williams, El otro (1995), de Miguel de Unamuno, El retablillo de Don Cristóbal (1997), Doña Rosita la soltera (2004) - ambdues de Federico García Lorca - i Fedra (2007), adaptada per Juan Mayorga.

#### Trajectòria
| - Plaza de Oriente de Joaquín Calvo Sotelo. - Las flores (1954), dels Germans Alvarez Quintero. - Medida por medida (1955), de Shakespeare. - La hora de la fantasía (1955), d'Anna Bonacci. - Los maridos engañan después del fútbol (1956) de Luis Maté. - El diario de Ana Frank (1957), de Frances Goodrich. - Juicio contra un sinvergüenza (1958), d'Alfonso Paso. - César y Cleopatra (1959), de George Bernard Shaw. - Los tres etcéteras de Don Simón (1959), de José María Pemán. - El hombre que se vestía de perro (1959), de Bich Wrigth. - La casamentera (1960), de Thornton Wilder. - El gato y el canario (1960), de John Willard. - El jardín de los cerezos (1960), d'Anton Txèkhov. - Juegos para marido y mujer (1961), d'Alfonso Paso. - La viuda valenciana (1961), de Lope de Vega. - Pisito de solteras (1962), de Jaime de Armiñán. - La revelación (1962), de Rene-Jean Clot. - Academia de baile (1963), de Jaime De Armiñan. - Don Juan Tenorio (1963), de José Zorrilla. - El lindo don Diego (1963), d'Agustín Moreto. - La pareja (1963), de Jaime De Armiñan. - No hay burlas con el amor (1963), de Calderón de la Barca, - El gran teatro del mundo (1963), de Calderón de la Barca. - La casa de Bernarda Alba (1964), de Federico García Lorca. - Diálogos de la herejía (1964), d'Agustín Gómez Arcos. | - Noches de San Juan (1965), de Ricardo López Aranda. - Los gatos (1965), d'Agustín Gómez Arcos. - El rey se muere (1965), d'Ionesco. - Una vez a la semana (1966), de Jaime De Armiñan. - Don Juan tenorio (1968), de José Zorrilla. - Juan Del Enzina y su tiempo (1968). - El malentendido (1969) d'Albert Camus. - El carro del teatro (1970), de Vicente Romero. - Tú y yo somos tres (1972), d'Enrique Jardiel Poncela. - Las Hermanas de Bufalo Bill (1974), de Martínez Mediero. - Las bragas (1980), de Carl Sternheim. - Kikirikì... un cequì (1982), d'Alicia Hermida i Jaime Losada. - La Dorotea (1983), de Lope de Vega. - El maleficio de la mariposa (1985), de Lorca. - Muelle oeste (1993), de Bernard-Marie Koltès. - Queridos míos es preciso contaros ciertas cosas (1994), d'Agustín Gómez Arcos. - El otro (1995), de Miguel de Unamuno. - La gata sobre el tejado de zinc (1995), de Tennessee Williams. - El retablillo de Don Cristóbal (1997), de Lorca. - Bodas de sangre (1998) de Lorca. - Algún día trabajaremos juntas (1999) de Josep Maria Bernet i Jornet. - Doña Rosita la soltera (2004), de Lorca. - Divinas palabras (2005/06), de Valle-Inclán. - Fedra (2008), de Jean Racine. - Maribel y la extraña familia (2013), de Miguel Mihura. - El arte de la entrevista (2014), de Juan Mayorga. |

### Televisió
La seva presència en televisió es remunta als primers anys de TVE, debutant de la mà de Jaime de Armiñán en la sèrieGalería de esposas. Seguirien, novament amb Armiñán, Mujeres solas (1960-1961) i Chicas en la ciudad (1961) i entre 1963 i 1965 Confidencias, protagonitzada per Antonio Ferrandis. Després d'aquest projecte, el seu rostre apareix amb assiduïtat en la pantalla petita, amb desenes de personatges interpretats en les obres de teatre televisat que s'emetien en els anys 60 i 70 del segle XX sota el títol Estudio 1, Teatro de siempre, Novela, així com la sèrie Cristina y los hombres (1969), junt a Elena María Tejeiro. Després d'un temps apartada de la televisió, va participar en la sèrie Los negocios de mamá, protagonitzada per Rocío Dúrcal, en 1997 per a TVE. Recuperà bona part de la seva popularitat gràcies al paper de la càndida Valentina, en la sèrie Cuéntame cómo pasó (2001-2013). En 2010 interpretà a Sofía, en la versió espanyola de Las chicas de oro. En 2011 interpretà a Maricarmen en l'adaptació espanyola de Marco i un any més tard participà en la sèrie Stamos okupa2.

### Cinema
El seu debut cinematogràfic es produeix en 1960 amb la pel·lícula Maribel y la extraña familia, de José María Forqué, basada en l'obra homònima de Miguel Mihura. La seva activitat cinematogràfica no ha estat especialment extensa, encara que calen esmentar títols com Gary Cooper, que estás en los cielos (1980), de Pilar Miró, Las bicicletas son para el verano (1984), de Jaime Chávarri, El bosque animado (1987), de José Luis Cuerda, Malena es un nombre de tango (1996), de Gerardo Herrero o Carreteras secundarias (1997), d'Emilio Martínez Lázaro.

## Actuació política
En 2009, Alicia Hermida va saltar a l'actualitat política formant part de la candidatura d'Iniciativa Internacionalista - La Solidaritat entre els Pobles a les eleccions europees del 7 de juny. Aquesta llista havia estat anul·lada pel Tribunal Suprem en considerar-se, segons paraules del Tribunal Español, "infiltrada per ETA-Batasuna". El Tribunal Constitucional va concedir, posteriorment, l'empara sol·licitada per aquesta formació i va poder concórrer als comicis.
A més s'ha destacat per la seva defensa de la Revolució Cubana, i del cessament del bloqueig al país del Carib, a més d'aportar la seva imatge per a campanyes per a l'alliberament dels Cinc cubans presos als Estats Units. Ha col·laborat amb la central de notícies Cubainformación

## Premis i nominacions

### Premis de la Unió d'Actors
| Any  | Categoria                                        | Pel·lícula         | Resultat   |
| ---- | ------------------------------------------------ | ------------------ | ---------- |
| 2007 | Millor actriu secundària de teatre               | Fedra              | Guanyadora |
| 2003 | Millor actriu de repartiment de televisió        | Cuéntame cómo pasó | Guanyadora |
| 2001 | Millor interpretació de repartiment de televisió | Cuéntame cómo pasó | Guanyadora |

### Premis Max
| Any  | Categoria                    | Pel·lícula             | Resultat   |
| ---- | ---------------------------- | ---------------------- | ---------- |
| 2008 | Millor actriu de repartiment | Fedra                  | Nominada   |
| 2007 | Millor actriu de repartiment | Divinas palabras       | Nominada   |
| 2005 | Millor actriu                | Doña Rosita la soltera | Nominada   |
| 1999 | Millor actriu de repartiment | Divinas palabras       | Guanyadora |

### Mostra de Cinema del Mediterrani de València
| Any  | Categoria     | Pel·lícula             | Resultat   |
| ---- | ------------- | ---------------------- | ---------- |
| 1993 | Millor actriu | El hombre de la nevera | Guanyadora |